# 张恭 (东汉)
张恭（2世纪—189年），东漢宦官，十常侍之一。

## 生平
早年經歷不詳，在漢靈帝時期位居中常侍，封侯貴寵。中平六年（189年），袁紹入宮誅殺宦官，張恭死於此次變亂之中。